# Eastern Construction Company
Eastern Construction Company viết tắt ECC là một tổ chức của Philippines có từ thời chiến tranh Việt Nam. Hồ sơ Lầu Năm Góc của Neil Sheehan mô tả thì đây thuộc dạng "tư nhân", "công vụ" và "chống cộng", ECC từng cung cấp nhân sự cho Việt Nam và Lào với khả năng phục vụ mục đích bán quân sự, nếu không thực sự bán quân sự của chính họ.
Tháng 1 năm 1959, Phòng Đánh giá Chương trình thuộc Đại sứ quán Mỹ tại Lào đã ký hợp đồng với ECC nhằm cung cấp đội ngũ huấn luyện viên cho Không quân Hoàng gia Lào và lực lượng tương tự thủy quân Lào gọi là Tiểu Hạm đội Đường sông trên sông Mekong. Nhóm huấn luyện viên thứ hai gồm 103 nhân viên ECCOIL đặt chân đến Lào vào giữa năm 1959.